# Ford Territory (2018)
La Ford Territory è un'autovettura di tipo crossover SUV di classe medio-grande prodotta dal 2018 dalla casa automobilistica statunitense Ford in collaborazione con la 
JMC negli stabilimenti di Nanchang, in Cina.

## Descrizione
Presentata al Chengdu Auto Show nel mese di settembre 2018, è un SUV a 5 porte, con motore e trazione anteriore. È stato messo in vendita all'inizio del 2019, venendo esportato in tutto il Sud America e nei mercati del sudest asiatico.
La Territory è alimentato da un motore EcoBoost da 1,5 litri turbo basato sul propulsore a benzina JX4G15 sviluppato dalla JMC e AVL. Questo motore che funziona a ciclo Miller produce 138 CV (103 KW) e 225 Nm di coppia. In Argentina, Filippine, Cambogia e Cile, il motore sviluppa 143 CV e 225 Nm di coppia, mentre in Brasile arriva a 150 CV. 
La vettura ha ricevuto un leggero restyling all'inizio del 2020. Le modifiche includono una nuova griglia in nero lucido con una nuova trama interna e luci posteriori a LED ridisegnate.